# På loftet sidder nissen med sin julegrød
"På loftet sidder nissen med sin julegrød" er en skandinavisk julesang, også kendt som "Nissen og rotterne".

## Tekst
Den oprindelige norske tekst af Margrethe Munthe (1860–1931) er fra 1911 og beskriver muntert kampen mellem nissen og rotterne om julegrøden, som menneskerne jævnfør traditionen har sat op på loftet til nissen.

## Melodi
Melodien angives ofte at være af Otto Teich, men dette kan bero på en misforståelse. Det er en tysk rheinländer-melodi til en folkelig vise, en gassenhauer, ved navn "Holzauktion" (eller "Im Grunewald ist Holzauktion"), omhandlende omfattende skovfældning i Berlins omegn omkring 1890. Nogle kilder tillægger tekst og musik til Otto Teich (1890), men andre tillægger musikken til Franz Meißner (1892), mens teksten angives at være traditionel, og Otto Teich evt. blot fremførte visen. "Holzauktion" synges også i en scene i filmen Schindlers liste (1993). Melodien er Otto Teichs Opus 58 og udgivet i Danmark hos Wilhelm Hansen i København i 1892.
Samme melodi kendes fra andre nyere tyske viser, samt fra Sverige og Finland. I Sverige bruges første del af melodien i den svenske julesang: "Två små röda luvor"

## Indspilninger
Sangen er indspillet af en lang række kunstnere. Blandt de mere kendte er John Mogensen, Pusle Helmuth, Poul Bundgaard, Birthe Kjær og Ellen Winther.